# Gordon Wright (football)
Gordon Wright, de son nom complet Edward Gordon Dundas Wright, est un footballeur anglais né à Newcastle-under-Lyme le 3 octobre 1884 mort le 5 juin 1947 à Blackpool. Il est médaillé d’or lors des Jeux olympiques de 1912, dans le tournoi de football avec l’équipe d'Angleterre amateurs.
Il participe à un match lors de ce tournoi. Il est capitaine du Hull City pendant sept saisons consécutives.

## Biographie

### En club
Après ses études au St Lawrence College de Ramsgate, Gordon Wright intègre le Queen’s College de Cambridge, où il se distingue dans l’équipe universitaire pendant trois ans (1904–1906) grâce à son contrôle de balle et sa connaissance tactique en tant qu’ailier gauche. En rejoignant le club de Hull, il devient également professeur de sciences naturelles à la Hymer’s College. Avec Hull City, Wright dispute 152 matchs de championnat.
Titulaire d'un diplôme de l'Université de Cambridge et de la Royal School of Mines, il s’établit en Afrique du Sud comme ingénieur des mines en 1913, où il passe le reste de sa vie, à l’exception d’un bref séjour en Amérique.

### En sélection
Wright est le premier joueur de Hull City à être sélectionné pour l’équipe nationale anglaise, recevant sa première et unique cape en 1906 lors d’une victoire 1-0 contre le pays de Galles.
Entre 1909 et 1912, il compte également 20 sélections et 4 buts pour l’équipe d’Angleterre amateurs, incluant une participation au tournoi de football des Jeux olympiques de 1908.
Il dispute un match avec l'Angleterre A contre le pays de Galles le 19 mars 1906 (victoire 1-0) lors du British Championship 1906.

### Buts internationaux
Buts pour l’équipe d’Angleterre amateurs, score indiqué après chaque but de Wright.
| No. | Date            | Stade                                        | Adversaire | Score | Résultat | Compétition | Ref   |
| --- | --------------- | -------------------------------------------- | ---------- | ----- | -------- | ----------- | ----- |
| 1   | 22 mai 1909     | Stade de FGSPF, Gentilly, France             | France     | ?     | 11–0     | Amical      | [ 6 ] |
| 2   | 14 avril 1911   | Viktoria field, Berlin-Mariendorf, Allemagne | Allemagne  | 2–2   | 2–2      | Amical      | [ 7 ] |
| 3   | 16 mars 1912    | Anlaby Road, Hull, Angleterre                | Pays-Bas   | 4–0   | 4–0      | Amical      | [ 8 ] |
| 4   | 9 novembre 1912 | County Ground, Swindon, Angleterre           | Belgique   | 3–0   | 4–0      | Amical      | [ 9 ] |